# Dixon Entrance
Dixon Entrance – cieśnina w Kanadzie i Stanach Zjednoczonych, łącząca Ocean Spokojny z cieśniną Hecate Strait. Ma około 80 km długości i tyle samo szerokości. Od północy ogranicza ją Archipelag Aleksandra, zaś od południa Wyspy Królowej Charlotty. Służy jako główne wejście do portu w Prince Rupert w Kolumbii Brytyjskiej.
Cieśnina jest częścią drogi morskiej Inside Passage, łączącej Alaskę z kontynentalnymi Stanami Zjednoczonymi.
Została nazwana na cześć kapitana George'a Dixona, który w 1787 przepłynął przez cieśninę na okręcie Queen Charlotte. Nazwę nadał w 1788 Joseph Banks.